# 司諫院
司諫院是朝鲜王朝的一个国家机构，原稱郎舍，於太宗元年（1401年）七月正式改名，為正三品衙門，職掌諫諍、論駁等事。與司憲府合稱臺諫，亦稱言官、諫官。渊源为宋朝的諫院。
與司憲府，職司論奏，對國家重大情事，如欲影響國王，可兩司合議，稱「兩司合啟」，有時會聯合弘文館，稱「三司合啟」。未達目的，則三司官員闕門進伏，稱「合司伏閤」，而國王亦以聽從諫言為人君之德目。臺諫久未上言，被視為疏忽職守，甚至有遭處罰者。
因燕山君厭惡諫言，遂於燕山君十二年（1506年）四月將司諫院廢除。中宗反正後，恢復該官衙。

## 官職表
| 官位   | 官銜   | 人數 |
| 正三品 | 大司諫 | 一員 |
| 從三品 | 司諫   | 一員 |
| 正五品 | 獻納   | 一員 |
| 正六品 | 正言   | 二員 |

## 注解
1. ↑  《朝鮮王朝實錄．太祖實錄》 1卷, 1年(1392 壬申 / 명 홍무(洪武) 25年) 7月 28日(丁未)
…郞舍掌獻納、諫諍、駁正差除、受發敎旨、通進啓牋等事…
2. ↑  《朝鮮王朝實錄．太宗實錄》2卷, 1年(1401 辛巳 / 명 건문(建文) 3年) 7月 13日(庚子)
…改郞舍爲司諫院…
3. ↑  《朝鮮王朝實錄．燕山日記》17卷, 2年(1496 丙辰 / 명 홍치(弘治) 9年) 8月 22日(丙申)
… 今殿下卽位曾未數載, 臺諫合司伏閤, 殆無虛月, 於朝廷觀視何, 於遠近聽聞何, 於萬世史筆何?…
4. ↑  《朝鮮王朝實錄．燕山日記》 62卷, 12年(1506 丙寅 / 명 정덕(正德) 1年) 4月 27日(丙子)
○傳曰: “司諫院已革罷, 臺諫勿改號。”